# I Signori delle Tenebre
I Signori delle Tenebre (Flight from the Dark) è un librogame dello scrittore inglese Joe Dever, pubblicato nel 1984 a Londra dalla Arrow Books e tradotto in numerose lingue del mondo. È il primo dei volumi pubblicati della saga Lupo Solitario. È seguito da Traversata infernale. La prima edizione italiana, del 1985, fu a cura della Edizioni EL. Nel 2007 la Mongoose Publishing ha pubblicato l'opera rivisitata dall'autore in edizione Expanded, con 200 paragrafi in più, sempre tradotta dalla Edizioni EL.
Il libro è di genere dark fantasy per alcuni elementi come i mostruosi guerrieri dei Signori delle Tenebre (Kraan, Giak, Gourgaz, Drakkarim, Tigerwolf, Vordak e Helgast), e luoghi oscuri e tenebrosi come il Cimitero degli Antichi. La storia si svolge nell'arco di due giorni, dal massacro dei Ramas fino all'arrivo al re Ulnar V.

## Trama
Lupo Silenzioso, un giovane accolito del monastero Ramas, sfugge per un capriccio di sorte al massacro del suo ordine ed alla distruzione del monastero compiuti da un esercito mostruoso agli ordini del Signore delle Tenebre Zagarna, che ha intenzione di conquistare il regno di Sommerlund.
Di fronte alle rovine fumanti del monastero il ragazzo capisce di essere l'ultimo superstite dell'ordine dei Cavalieri Ramas: cambia quindi il suo nome in Lupo Solitario e comincia un difficile viaggio verso Holmgard per avvertire il re Ulnar dell'attacco dell'esercito del Regno delle Tenebre. Durante questo viaggio dovrà fronteggiare mostri nemici come Kraan, Giak, Tigerwolf e, all'occorrenza, Gurgaz o Vordak. Quando Lupo Solitario arriverà nella Piana di Holmgard avrà tre possibilità per raggiungere la capitale: per la strada, navigando sull'Eledil o attraverso il Cimitero degli Antichi.
Dopo mille peripezie, Lupo Solitario giunge sano e salvo in una Holmgard sotto assedio e con la popolazione impazzita dal terrore. Nell'edizione Expanded, proprio dopo aver avvertito il Re del pericolo che si avvicina, il Principe Pelatar fa la sua comparsa nella stanza. Tuttavia, viene smascherato e si scopre che è un Helgast, un mostro al servizio delle tenebre che può essere ucciso solo da armi speciali. Lupo Solitario, infine, riesce a prendere il Pugnale dell'Helgast e a ucciderlo conficcandoglielo nell'occhio.

### Edizione expanded
Nel 2007 la Mongoose Publishing ha pubblicato una versione espansa del libro, con nuove illustrazioni di Richard Longmore. In questa versione il giovane Lupo Solitario non sfugge al massacro ma prende parte attiva nella difesa (vana) del monastero Ramas, compiendo la missione di accendere il Faro di Cristallo, puntato verso Holmgard, che segnali a re Ulnar l'avvenuto attacco. La narrazione rispetto alla lapidaria prima edizione è notevolmente ampliata e tutti gli sviluppi sono approfonditi, con alcune aggiunte ex novo (il tempio dei druidi Ceneri, il quartiere della Corporazione, l'apparizione dell'Helgast nella stanza del Re).

## Struttura libro
All'inizio del libro c'è una mappa del Sommerlund. Dopo di esso c'è un'introduzione alla storia (indietro nel tempo...) e le regole di gioco. Il corpo del libro è composto da 350 paragrafi (550 in quella expanded) alcuni arricchiti di immagini (20). Alla fine c'è la Tabella del Destino oltre che a un riassunto delle regole.

## Luoghi

### Obbligatori
Monastero Ramas
Il Monastero è dove comincia l'avventura. Viene raso al suolo durante l'attacco dei Kraan il giorno di Fendar: è qui dove Lupo Solitario si addestrava per diventare un Ramas.

#### Foresta di Fyelund
Boschi di conifere che coprono gran parte di Sommerlund settentrionale: qui si svolge il corpo dell'avventura. In queste foreste Lupo Solitario potrà incontrare Banedon tra le rovine del tempio di Tamargo, alcuni civili o soldati sommerliani, animali feroci ma soprattutto Kraan e Giak;
Strada di Toran
Una lunga strada a est del monastero. La strada divide la pianura a est e la foresta di Fyelund a ovest. Essa collega Toran a Holmgard: a un certo punto la strada incontra il fiume Unoram: esso è il punto dove c'è il Ponte di Alema. Lupo Solitario si ritroverà a percorrerla e dovrà fronteggiare sanguinosi attacchi di Kraan, Giak e Tigerwolf;
Holmgard
Holmgard è la capitale di Sommerlund. Molte persone scapperanno in essa per resistere all'attacco. È descritta come una grande città (120 000 abitanti) murata con varie fortificazioni: le più grandi sono possenti mura bianche di pietra alte sessanta metri che resistono da secoli agli attacchi del tempo e dei Signori delle Tenebre. La città è costruita intorno alla foce dei fiumi Unoram ed Eledil che si uniscono nel centro della città. Durante l'arrivo di Lupo Solitario i Signori delle Tenebre stanno assaltando la fortificazione più esterna, costituita da un muro di legno e chiatte sul fiume Unoram;
Residenza del re
Si trova nel centro della città, nel Quartiere delle Corporazioni: qui si svolge la parte finale del libro.

### Facoltativi
Fogwood
Villaggio di carbonai completamente bruciato dai Giak e i suoi abitanti massacrati nell'attacco (nell'edizione Expanded gli abitanti si sono semplicemente nascosti e Lupo Solitario li aiuterà a scacciare i Giak che tenevano sotto assedio il villaggio). Vicino ad esso, se seguirà un corvo nero, si troverà un Vordak, padrone dell'uccello e capo della banda di Giak che ha compiuto il massacro: un avversario molto ostico;
Tamargo
Antico tempio nella foresta: in esso si troverà il mago Banedon sotto attacco di una pattuglia di trenta Giak. L'intervento di Lupo Solitario salverà la vita del giovane mago, che in segno di fratellanza gli donerà la Stella di Cristallo;
Ponte di Alema
È un ponte di pietra sul fiume Unoram: è teatro di una violenta battaglia tra le forze dei Signori delle Tenebre (comandate da un fortissimo Gourgaz) e le forze di Sommerlund (comandate dal principe Pelatar). Durante questa battaglia Pelatar morirà ucciso dal Gourgaz che a sua volta verrà ucciso da Lupo Solitario;
Cimitero degli Antichi
È una vasta necropoli vicino a Holmgard: Lupo Solitario la potrà attraversare per raggiungere Holmgard senza essere visto dal nemico. La necropoli è una zona tabù, maledetta e stregata coperta dalla nebbia. Alcune delle numerose tombe hanno cunicoli sotterranei dove si celano sarcofagi di antichi Re oltre che a strane e aggressive creature;
Lago Helmar
Lago senza emissari e immissari a sud del fiume Unoram. Per attraversarlo si potrà chiedere a un uomo incappucciato di essere traghettati dall'altra parte: a metà traversata si scoprirà che è un Drakkar che cercherà di uccidere Lupo Solitario;
Eledil
Fiume che si potrà navigare per raggiungere la Capitale: si potrà decidere di usare una canoa o un tronco per navigare.

### Menzionati
Toran
Città portuale a nord del monastero. Verrà attaccata sia dal cielo che dal mare dai Signori delle Tenebre. I suoi incendi saranno talmente estesi che le colonne di fumo si avvisteranno anche dalle foreste vicino al monastero.

## Personaggi

### Obbligatori
Re Ulnar V
Re di Sommerlund, alla fine del libro incontrerà Lupo Solitario affidandogli la missione di prendere la Spada del Sole.

### Facoltativi
Banedon
Un coetaneo di Lupo Solitario (circa 14/15 anni) membro dei Maghi di Toran: dovrà difendersi da una pattuglia di Giak a Tamargo e verrà salvato da Lupo Solitario.
Principe Pelatar
Figlio del re Ulnar V, morirà nella battaglia del Ponte di Alema cercando di difendere Sommerlund. Verrà colpito da una freccia nemica mentre combatte un Gourgaz.

### Menzionati
Vonatar
Membro dei maghi di Toran, li tradirà per conoscere le Arti Oscure alleandosi con i Signori delle Tenebre. Non viene incontrato da Lupo Solitario, che saprà del suo tradimento solo grazie all'incontro con Banedon;
Zagarna
L'Arcisignore delle Tenebre, guiderà personalmente il suo esercito a Sommerlund. Nel primo libro Lupo Solitario non lo incontra e verrà citato solo nell'edizione Expanded.

## Esercito dei Signori delle Tenebre
I soldati oscuri sono molto diversificati da quelli più bravi a combattere (Drakkar), quelli più forti e aggressivi (Gourgaz e Giak) a quelli che hanno una fredda malvagità (Vordak).
Kraan
Mostri dalle ali nere spesso montati da Giak e Vordak. Sono voluminosi e aggressivi: sono usati per attaccare dal cielo. La loro versione più grande è detta "Zaldan" (Zlanbeast).
Giak
Esseri umanoidi dalla pelle grigia e occhi gialli simili ai goblin. Non tanto forti ma molto numerosi, costituiscono il grosso dell'esercito delle tenebre. I loro antenati costruirono la città di Helgedad, la capitale del Regno delle Tenebre. Usano come armi lance, archi, spade o più raramente pugnali.
Vordak
Morti viventi coperti da mantelli rossi. Sono gli ufficiali dell'esercito. Quando muoiono il loro corpo si scioglie e il loro cuore si cristallizza formando una rossa gemma Vordak. Usano mazze come arma. Anche loro sono dotati di Psicolaser.
Tigerwolf
Animali simili a grandi lupi molto aggressivi. Vengono usati come cavalcature dai Giak.
Gourgaz
Grandi rettili semi-intelligenti che infestano le paludi del Maakenmire. Sono usati come comandanti che guidano grosse schiere di Giak. Usano asce giganti come arma.
Drakkarim o Drakkar
Umani dagli occhi verdastri, servi dei Signori delle Tenebre. Indossano spesse armature nere e maschere a forma di teschi. Sono molto combattivi. Nell'esercito sono i più numerosi dopo i Giak. Usano come armi daghe, spade, lance, asce.
Helgast
Mostri mutaforma. Possono essere uccisi solo da armi magiche. Nel primo libro l'Helgast compare solo nella versione Expanded.

## Sistema di gioco
Lupo Solitario è descritto da due attributi Combattività (doti tattiche) e Resistenza (doti fisiche). Inoltre, può sfruttare l'apprendimento di 5 delle 10 Arti Ramas che forniscono un importante aiuto a seconda delle situazioni: Mimetismo, Caccia, Sesto senso, Orientamento, Guarigione, Scherma, Psicoschermo, Psicolaser, Affinità animale, Telecinesi. Gli oggetti raccolti sono contenuti in uno zaino, ad eccezione degli oggetti "speciali". Il denaro, in Corone d'oro, è contenuto in una borsa.
I combattimenti si svolgono confrontando in primis i punteggi di Combattività di Lupo Solitario e dell'avversario, che generano un rapporto di forza positivo, negativo o neutro. Il lettore estrae un numero dalla "Tabella del Destino" (che equivale a un d10) e nella tabella Risultati di combattimento incrocia quella riga alla colonna del corrispondente rapporto di forza di quel combattimento, togliendo punti di Resistenza a se stesso e/o all'avversario.

## Oggetti

### Armi
Esistono 9 armi canoniche nei librigame di Lupo Solitario: Pugnale, Lancia, Mazza, Daga, Martello da Guerra, Spada, Ascia, Asta e Spadone.
Lupo Solitario comincerà il viaggio con un'ascia e possibilmente altre armi. Altre armi si troveranno nel mondo o si ruberanno ai cadaveri dei nemici. Il numero massimo di Armi che si può portare è due.

### Oggetti nello Zaino
Lo Zaino può contenere al massimo otto oggetti compresi i Pasti. Alcuni oggetti hanno un'utilità certa (pasti, pozioni magiche). Altri saranno utili in certe situazioni (chiavi).

### Pozioni
Vanno nello Zaino e aumentano la Combattività o la Resistenza.
- Pozione Vigorilla: di colore rosso dà 4 punti Resistenza
- Pozione Dente Sonno: di colore verde fa addormentare.
- Pozione Alether: di colore arancio aumenta di 2 punti la Combattività.
- Pozione di Necranto: nera è un potente veleno.

### Oggetti Speciali
Non vanno nello Zaino e alcuni hanno un'utilità specifica. Altri sono falsi indizi che portano fuori strada.

### Denaro
Il denaro è espresso in Corone d'Oro, la moneta principale in queste zone del Magnamund. Si può portare un massimo di 50 Corone.

## Film
Nel 2007 Joe Dever disse di avere intenzione di fare un film ispirato al suo primo libro con Alex Pettyfer nei panni di Lupo Solitario ma poi non è stato confermato più nulla.

## Edizioni
- Joe Dever, I Signori delle Tenebre, traduzione di Judy Moss, Giulio Lughi, collana Librogame, Edizioni EL, 1985, ISBN 88-7068-094-0.
- Joe Dever, Lupo Solitario Expanded, collana Librogame, San Dorligo della Valle, Edizioni EL, 2007, ISBN 978-88-477-2052-7.